# Vital Cuinet

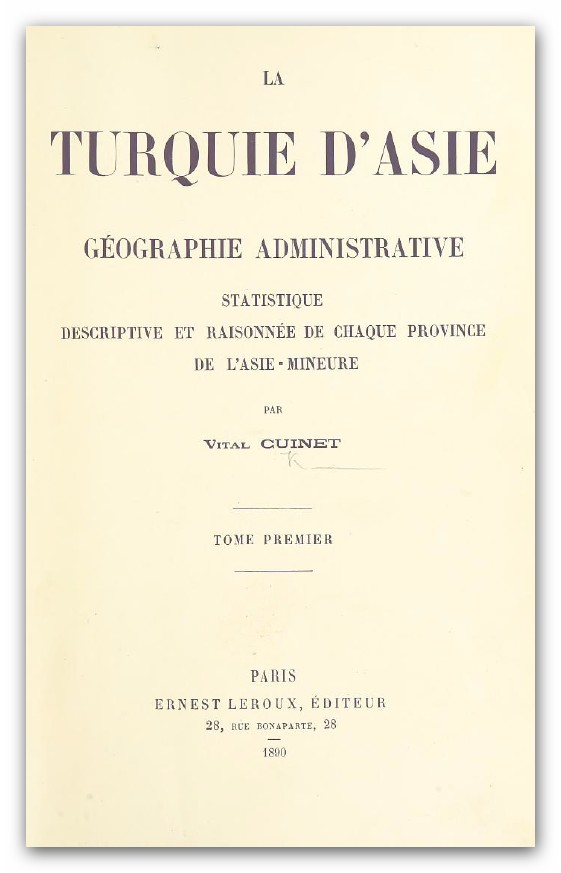
La Turquie d'Asie (1890-1895).

Vital Casimir Cuinet, né aux Longevilles-Mont-d'Or (Doubs, arrondissement de Pontarlier, anciennement Les Longevilles-Mont-d'Or jusqu'en 1923) le 19 décembre 1833 et mort le 6 septembre 1896 à Constantinople (Empire ottoman), est un orientaliste et géographe français qui fut secrétaire général de l'administration de la dette publique ottomane et membre de la Société de géographie de Paris. Il est bien connu pour son ouvrage La Turquie d'Asie, géographie administrative : statistique, descriptive et raisonnée de chaque province de l'Asie Mineure, qui décrit la situation socio-économique de l'Empire ottoman en Asie.
Il était chevalier de la Légion d'honneur. 

## Travaux
Ses statistiques ont été utilisés afin d'évaluer la capacité de l'Empire ottoman à rembourses ses dettes, mais Cuinet, qui voulait absolument obtenir des chiffres précis, fut finalement obligé de concéder qu'il était impossible de se le procurer, pour deux raisons principales :
1. Les limites imposées par les autorités turques l'ont empêché de terminer ses recherches.
2. Le manque d'autorité administrative dans les provinces lointaines rend ses travaux partiels.

L'exemple souvent cité par les critiques des travaux de Cuinet concerne le vilayet d'Alep (classé dans ses travaux dans le sandjak de Marach). Il cite le chiffre de 4 300 habitants. Alors que dans la seule ville de Marach, les Arméniens catholiques ou protestants étaient au nombre de 6 008, sans compter la majorité des Arméniens de l'Église apostolique arménienne (Grégoriens). Au début de son ouvrage, Cuinet avertit le lecteur du peu de fiabilité des statistiques délivrées par les autorités.